# Kevin A. Lynch
Kevin Andrew Lynch (ur. 7 stycznia 1918 w Chicago, zm. 25 kwietnia 1984 w Aquinnah) – amerykański urbanista oraz pisarz. 

## Życiorys

### Wczesne życie, edukacja, wojna
Lynch urodził się jako najmłodsze dziecko irlandzkich imigrantów 7 stycznia 1918 roku. Po ukończeniu szkoły Francis Parker School w 1935 roku Lynch ukończył studia na Uniwersytecie Yale na kierunku architektonicznym. W 1941 roku Lynch poślubił Anne Borders, również absolwentkę szkoły Francis Parker School. Trzy tygodnie po ślubie Lynch został wcielony do Korpusu Inżynierów Armii Stanów Zjednoczonych, służąc na Filipinach i w Japonii oraz na wyspach Pacyfiku do 1944 roku. Po wojnie ukończył studia licencjackie w MIT i uzyskał tytuł licencjata w zakresie planowania miasta w 1947 roku. 

### Kariera naukowa
Po ukończeniu studiów Lynch rozpoczął pracę w Greensboro w Północnej Karolinie jako urbanista, ale wkrótce został zatrudniony do nauczania w MIT przez Lloyda Rodwina. Zaczął wykładać w MIT, w 1949 roku został adiunktem, w 1955 roku profesorem nadzwyczajnym, a w 1963 roku profesorem zwyczajnym. Badania Lyncha oraz innego profesora MIT, Gyorgy Kepesa, zostały opublikowane w 1960 roku jako książka The Image of the City.  W 1970 roku Lynch otrzymał fundusze od UNESCO na zbadanie wykorzystania miast przez młodych ludzi w obszarach miejskich w miastach: Salta, Melbourne, Toluce, Krakowie oraz Warszawie. Projekt ten podsumował w książce Growing Up in Cities, wydanej w 1977 roku.
Lynch wniósł przełomowy wkład w dziedzinę planowania miast poprzez empiryczne badania nad tym, jak jednostki poruszają się w krajobrazie miejskim oraz jak je postrzegają. Jego książki badały wpływ czasu i historii w środowisku miejskim na to, jak wpływa ono na dzieci, a także jak wykorzystać ludzkie postrzeganie fizycznej formy miast i regionów.

### Późne życie, śmierć
Lynch został emerytowanym profesorem w 1978 roku, kontynuował jednak pisanie i działanie na płaszczyźnie architektury. Zmarł na atak serca w swoim domku letniskowym na  Martha's Vineyard 25 kwietnia 1984 roku. Jego żona, Anne Borders, zmarła 31 stycznia 2011 roku. W 1988 roku ustanowiona została nagroda im. Kevina Lyncha za wybitne osiągnięcia w dziedzinie urbanistyki, nadawana przez MIT.